# Vilhelm Bjerknes
Vilhelm Friman Koren Bjerknes (14. března 1862 Kristiania – 9. dubna 1951 Oslo) byl norský fyzik a meteorolog, zakladatel moderní meteorologické předpovědi počasí a fyzikální hydrodynamiky.

## Životopis
Narodil se 14. března 1862 v Christianii (Kristianii) – dnešním Oslu. Otcem Vilhelma Bjerknese byl norský matematik Carl Bjerknes. Jeho matkou byla Anetta Koren, dcera zmocněnce v Západním Norsku. V roce 1893 se oženil s hugenotkou S. H. Bonnevie, studentkou přírodních věd na Univerzitě v Christianii. Mají spolu čtyři syny. Syn Jacob Bjerknes se narodil 2. listopadu 1897.
Jeho otec Carl Anton Bjerknes se věnoval dynamice kapalin, a Vilhelm mu pomáhal při jeho matematických výzkumech hydrodynamiky, Vilhelm prováděl především experimenty.
Svá vysokoškolská studia započal na Universitě v Kristianii v roce 1880. Studoval matematiku a fyziku a v roce 1888 zakončuje studium s titulem magistra. Přestává spolupracovat s otcem a na získané zahraniční stipendium odjíždí studovat do Paříže elektrodynamiku k Poincarému.
V roce 1890 se stal asistentem a blízkým spolupracovníkem Heinricha Hertze na Univerzitě v Bonnu a měl značný podíl na Hertzově práci o elektromagnetické rezonanci. Opět se vrací do Norska, aby dokončil doktorskou práci. Tu dokončuje v roce 1892.
Nejprve dva roky (1893–1894) přednáší na Stockholmské univerzitě (Stockholms universitet).
V roce 1895 se stal profesorem aplikované mechaniky a matematické fyziky na Stockholmské univerzitě. Pokračuje v rozvoji myšlenek svého otce a také zevšeobecňuje výsledky Thomsonovy a Helmholtzovy, začíná pracovat na plánu využití hydrodynamiky a termodynamiky k předpovědi počasí. Konečně objasnil vztah mezi dynamikou kapalin a termodynamikou – cirkulační teorém. Byla to právě jeho práce, která inspirovala jak V. W. Ekmana tak Carl-Gustava Arvida Rossbyho k aplikaci na pohyby velkých měřítek v oceánech a v atmosféře, čímž bylo umožněno použití v moderní předpovědi počasí. Bjerknes sám předpovídal využitelnost aplikace už v roce 1904.
V roce 1905 odjel do Spojených států amerických, kde vyložil své plány aplikovat matematiku k předpovědi počasí. To The Carnegie Foundation zaujalo a ta ho oceňuje v podobě každoroční renty (1905–1941) na podporu jeho výzkumů.
V roce 1907 se Bjerknes vrací na Univerzitu v Kristianii. Na rozdíl od svého otce je obklopen množstvím spolupracovníků a zakládá v Kristianii školu dynamické meteorologie. V roce 1912 se stává profesorem geofyziky na Univerzitě v Lipsku, kde pomáhá budovat Geofyzikální institut (Geophysikalischen Institut, dnes Institut für Geophysik und Geologie) a zastává post jejího ředitele. Začíná spolupracovat se svým synem Jacobem Bjerknesem a dalšími vědci z Kristianie. Opouští místo v Lipsku a přijímá nabídku Bergenského muzea (dnes část Bergenské univerzity) a v roce 1917 zakládá v Bergenu Geofyzikální institut (Geofysisk institutt), kde píše knihu O dynamice kruhových vírů s aplikací na atmosférické víry a vlnové pohyby (On the Dynamics of the Circular Vortex with Applications to the Atmosphere and to Atmospheric Vortex and Wave Motion, 1921). Mnozí historikové se shodují, že právě zde vytvořil své nejlepší práce.
V roce 1923 publikuje sbírku o elektrické rezonanci Untersuchungen über elektrische Resonanz, přičemž úvodní věnování je určeno jeho učiteli a příteli Hertzovi.
Od roku 1926 do jeho odchodu na odpočinek v roce 1932 zastává pozici na Univerzitě v Oslo. V roce 1926 přichází s teorií, že sluneční skvrny jsou vybuchující konce magnetických vírů přerušených rozdílnou rotací. V roce 1929 vydává knihu o vektorové analýze.
V roce 1928 umírá jeho žena Anetta a její sestra profesorka Kristine Bonnevie se stává jeho hospodyní.
V roce 1932 se stává prezidentem International Association of Meteorology (dnes International Association of Meteorology and Atmospheric Sciences, IAMAS) of the International Union of Geodesy and Geophysics (IUGG) a organizuje mezinárodní shromáždění ve skotském Edinburghu. Dostává ocenění Geofyzikálního institutu v Lipsku za práci na problémech předpovědi počasí.
V roce 1946 se účastní Oslav Newtonova třísetletého jubilea v Anglii.
Umírá v pondělí 9. dubna 1951 v Oslo.

## Ocenění
Bjerknes byl jmenován členem mnoha akademií:
- Královská norská akademie věd a písemnictví (1893)
- Washington Academy of Science (1906)
- Královská nizozemská akademie věd a umění (1923)
- Pruská akademie věd (1928)
- the Royal Society of Edinburgh (1930)
- Královská společnost (1933)
- Národní akademie věd Spojených států amerických (1934)
- Papežská akademie věd v Římě (1936)

Byl oceněn mnohými univerzitami: Univerzitou v St. Andrews (1926) a Kodaňskou univerzitou (1929).
Obdržel medaili Alexander Agassiz Medal za přínos oceánografii (1926), Symons Medal za přínos meteorologii (1932) a Buys Ballotmedaille za přínos meteorologii (1933).
Jméno Bjerknes nesou na jeho počest krátery na Marsu a na Měsíci

## Biografie
- 1989 – Robert Marc Friedman, Appropriating the Weather: Vilhelm Bjerknes and the Construction of a Modern Meteorology. Ithaca, NY: Cornell University Press.